# Apuleia leiocarpa
A garapa, grapiá, garapeira ou amarelinho (Apuleia leiocarpa) é uma árvore do género Apuleia. Pode ser encontrada na Amazônia e da zona costeira até a região sul do Brasil, assim como na Argentina, Uruguai, Bolívia e Paraguai.[carece de fontes?]
As espécies Cedrela odorata e Apuleia leiocarpa encontradas em área de floresta na amostragem do INVENTARIO FLORESTAL NACIONAL (IFN-CE) estão na lista oficial de espécies ameaçadas de extinção do Ministério do Meio Ambiente. Apuleia leiocarpa (garapa), cuja madeira também é altamente apreciada na construção civil, é também classificada como uma espécie vulnerável e foi encontrada em apenas um conglomerado do IFN-CE.